# 昌感秋海棠
昌感秋海棠（学名：Begonia cavaleriei）为秋海棠科秋海棠属的植物，为中国的特有植物。分布于中国大陆的广西、贵州、云南等地，生长于海拔700米至1,000米的地区，常生于山沟阴湿处岩石上、山脚阴密林下和山谷潮湿处密林下，目前已由人工引种栽培。种加词cavaleriei，指法国传教士P. J. Cavalerie，他是贵州秋海棠属植物早期重要采集者之一。
由于Begonia cavaleriei的模式产地为贵州独山县，主要分布在贵州、广西和云南部分地区，而“昌感”为海南的一个旧县名，用其来命名一个在中国西南分布较广但海南并不产的物种显然不妥。基于B. cavaleriei已知的分布范围为贵州、云南东南部、广西西部和北部、湖南西北部和东部、重庆彭水县等，李星晨、白新祥（2023)建议以“西南秋海棠”取代“昌感秋海棠”，作为该种的新中文名。

## 异名
- Begonia nymphaeifolia Yu